# Ford Center
El Ford Center és un recinte cobert multiusos al centre d'Evansville (Indiana), amb una capacitat màxima d'11.000 persones. Va obrir oficialment el novembre de 2011 i s'utilitza principalment per a bàsquet, hoquei sobre gel i concerts de música. És la seu de l'equip d'hoquei Evansville Thunderbolts de la SPHL i de l'equip de bàsquet masculí Evansville Purple Aces, que representa la Universitat d'Evansville. L'equip de bàsquet femení de la UE també va jugar al Ford Center des de l'obertura del recinte, però va traslladar els seus partits al seu campus a partir de la temporada 2017-18.

## Esdeveniments
El primer acte públic celebrat al Ford Center va ser un partit d'hoquei Evansville IceMen el 5 de novembre de 2011, quan els IceMen van derrotar el Fort Wayne Komets per 3-1. El primer concert es va celebrar quatre dies després, el 9 de novembre de 2011, per Bob Seger i la seva Silver Bullet Band. Els Evansville Purple Aces van jugar el seu primer partit de bàsquet el 12 de novembre de 2011, guanyant als Butler Bulldogs per 80-77 a la pròrroga.
En el seu primer any, el nou escenari també va acollir concerts d'Elton John, Lady Antebellum, Reba, l'Orquestra transiberiana, Steel Panther amb Judas Priest i l'espectacle Quidam del Cirque du Soleil.
El Ford Center va ser la seu d'un partit del College Basketball Invitational 2012, en què els Aces van perdre contra els Tigres de Princeton per 95-86. El Ford Center també va ser seu dels campionats de bàsquet GLVC del 2013 i del Campionat de Bàsquet masculí de la Divisió II de la NCAA de 2014 i 2015. El setembre de 2014, el Ford Center va acollir els playoffs internacionals de la Divisió 1 de la Women's Flat Track Derby Association (WFTDA), organitzats per la lliga local de roller derby, Demolition City Roller Derby, amb equips dels Estats Units, Anglaterra i Canadà. En honor de l'esdeveniment, l'alcalde d'Evansville, Lloyd Winnecke, va declarar la setmana de l'esdeveniment com a "Roller Derby Week" a la ciutat.

## Història i construcció
El Ford Center va ser dissenyat per Populous (anteriorment HOK Sport) com a substitut de l'estadi municipal de Roberts. L'arena de 127,5 milions de dòlars va ser aprovada per l'Ajuntament de Evansville el 22 de desembre de 2008. Les obres de demolició del lloc van començar el 5 de desembre de 2009.
El Ford Center està delimitat per Main Street, Martin Luther King Jr. Boulevard, 6th Street i Walnut Street. Tal com estava previst, finalment es connectarà a un nou hotel de convencions i al centre de convencions existent.
El 17 d'agost de 2011 es va anunciar el nom de la instal·lació, Ford Center. Els drets de nomenament van ser el resultat d'un acord de 10 anys i 4,2 milions de dòlars amb els concessionaris de Ford.
El 18 de gener de 2012, el jove d'Aces Colt Ryan va establir un rècord del recinte amb 39 punts en una victòria contra els Bradley Braves.
El 2016, Evansville IceMen de la ECHL i la ciutat d'Evansville no van arribar a un acord sobre un nou contracte d'arrendament i el propietari dels IceMen, Ron Geary, va anunciar les seves intencions de traslladar l'equip a Owensboro (Kentucky). Com a resposta, la ciutat d'Evansville va incorporar un nou equip d'hoquei de lliga menor anomenat Evansville Thunderbolts com a part de la Lliga Professional d'hoquei del Sud per a la temporada 2016-17.